# Kirkwall
Kirkwall és la ciutat més gran i la capital de les illes Òrcades, un arxipèlag en el nord d'Escòcia. Es menciona per primera vegada en la saga Orkneyinga el 1046 on consta com la primera residència de Rögnvald Brusason, l'Earl d'Orkney, assassinat pel seu oncle Thorfinn the Mighty. El 1486, el Rei Jaume III d'Escòcia elevà Kirkwall a royal burgh.
El nom de Kirkwall prové del nòrdic antic Kirkjuvagr ('la badia de l'església').

## Clima
Té un clima marítim.
| Dades climàtiques a Kirkwall, 26m asl, 1981–2010, Extremes 1951– | Dades climàtiques a Kirkwall, 26m asl, 1981–2010, Extremes 1951– | Dades climàtiques a Kirkwall, 26m asl, 1981–2010, Extremes 1951– | Dades climàtiques a Kirkwall, 26m asl, 1981–2010, Extremes 1951– | Dades climàtiques a Kirkwall, 26m asl, 1981–2010, Extremes 1951– | Dades climàtiques a Kirkwall, 26m asl, 1981–2010, Extremes 1951– | Dades climàtiques a Kirkwall, 26m asl, 1981–2010, Extremes 1951– | Dades climàtiques a Kirkwall, 26m asl, 1981–2010, Extremes 1951– | Dades climàtiques a Kirkwall, 26m asl, 1981–2010, Extremes 1951– | Dades climàtiques a Kirkwall, 26m asl, 1981–2010, Extremes 1951– | Dades climàtiques a Kirkwall, 26m asl, 1981–2010, Extremes 1951– | Dades climàtiques a Kirkwall, 26m asl, 1981–2010, Extremes 1951– | Dades climàtiques a Kirkwall, 26m asl, 1981–2010, Extremes 1951– | Dades climàtiques a Kirkwall, 26m asl, 1981–2010, Extremes 1951– |
| Mes                                                              | gen                                                              | febr                                                             | març                                                             | abr                                                              | maig                                                             | juny                                                             | jul                                                              | ag                                                               | set                                                              | oct                                                              | nov                                                              | des                                                              | anual                                                            |
| ---------------------------------------------------------------- | ---------------------------------------------------------------- | ---------------------------------------------------------------- | ---------------------------------------------------------------- | ---------------------------------------------------------------- | ---------------------------------------------------------------- | ---------------------------------------------------------------- | ---------------------------------------------------------------- | ---------------------------------------------------------------- | ---------------------------------------------------------------- | ---------------------------------------------------------------- | ---------------------------------------------------------------- | ---------------------------------------------------------------- | ---------------------------------------------------------------- |
| Màxima rècord °C (°F)                                            | 12.2 (54)                                                        | 12.8 (55)                                                        | 18.9 (66)                                                        | 18.3 (64.9)                                                      | 22.0 (71.6)                                                      | 22.8 (73)                                                        | 25.6 (78.1)                                                      | 24.8 (76.6)                                                      | 22.8 (73)                                                        | 19.4 (66.9)                                                      | 14.5 (58.1)                                                      | 12.8 (55)                                                        | 25.6 (78.1)                                                      |
| Màxima mitjana °C (°F)                                           | 6.4 (43.5)                                                       | 6.4 (43.5)                                                       | 7.6 (45.7)                                                       | 9.5 (49.1)                                                       | 12.0 (53.6)                                                      | 14.0 (57.2)                                                      | 15.9 (60.6)                                                      | 16.0 (60.8)                                                      | 14.1 (57.4)                                                      | 11.4 (52.5)                                                      | 8.6 (47.5)                                                       | 6.8 (44.2)                                                       | 10.7 (51.3)                                                      |
| Mínima mitjana °C (°F)                                           | 1.9 (35.4)                                                       | 1.7 (35.1)                                                       | 2.4 (36.3)                                                       | 3.8 (38.8)                                                       | 5.6 (42.1)                                                       | 8.1 (46.6)                                                       | 10.2 (50.4)                                                      | 10.3 (50.5)                                                      | 8.8 (47.8)                                                       | 6.7 (44.1)                                                       | 4.2 (39.6)                                                       | 2.3 (36.1)                                                       | 5.5 (41.9)                                                       |
| Mínima rècord °C (°F)                                            | −7.8 (18)                                                        | −7 (19)                                                          | −6.8 (19.8)                                                      | −4.9 (23.2)                                                      | −2.1 (28.2)                                                      | 1.0 (33.8)                                                       | 3.4 (38.1)                                                       | 3.7 (38.7)                                                       | 0.5 (32.9)                                                       | −1.6 (29.1)                                                      | −5.5 (22.1)                                                      | −7.6 (18.3)                                                      | −7.8 (18)                                                        |
| Pluja mitjana mm (polzades)                                      | 109.7 (4.319)                                                    | 93.3 (3.673)                                                     | 95.7 (3.768)                                                     | 60.3 (2.374)                                                     | 48.0 (1.89)                                                      | 52.7 (2.075)                                                     | 57.4 (2.26)                                                      | 66.3 (2.61)                                                      | 95.3 (3.752)                                                     | 126.0 (4.961)                                                    | 126.0 (4.961)                                                    | 107.8 (4.244)                                                    | 1.038,5 (40,886)                                                 |
| Mitjana de dies de pluja (≥ 1.0 mm)                              | 20.1                                                             | 16.8                                                             | 17.9                                                             | 13.4                                                             | 10.6                                                             | 10.7                                                             | 11.6                                                             | 12.5                                                             | 16.2                                                             | 19.6                                                             | 20.8                                                             | 18.5                                                             | 188.7                                                            |
| Mitjana mensual d'hores de sol                                   | 32.2                                                             | 59.3                                                             | 98.2                                                             | 136.8                                                            | 190.0                                                            | 148.6                                                            | 132.2                                                            | 129.7                                                            | 105.3                                                            | 75.8                                                             | 40.1                                                             | 24.5                                                             | 1.172,4                                                          |
| Font #1: Met Office                                              |                                                                  |                                                                  |                                                                  |                                                                  |                                                                  |                                                                  |                                                                  |                                                                  |                                                                  |                                                                  |                                                                  |                                                                  |                                                                  |
| Font #2: Royal Dutch Meteorological Institute/KMNI               |                                                                  |                                                                  |                                                                  |                                                                  |                                                                  |                                                                  |                                                                  |                                                                  |                                                                  |                                                                  |                                                                  |                                                                  |                                                                  |